# جولييت ريتشاردسون
جولييت ريتشاردسون (بالإنجليزية: Juliet Richardson)‏ هي مغنية أمريكية، ولدت في 1980 في فيلادلفيا في الولايات المتحدة.

## وصلات خارجية
- جولييت ريتشاردسون على موقع ميوزك برينز (الإنجليزية)
- جولييت ريتشاردسون على موقع ديسكوغز (الإنجليزية)